# Прима (РСЗО)
9К59 «Прима» — советская реактивная система залпового огня калибра 122,4 миллиметров.
Создана на базе РСЗО 9К51 «Град».

## История создания
Разработки системы 9К59 были начаты в 1976 году по постановлению Совета министров СССР № 1043—361 от 16 декабря 1976 года. Головным исполнителем было назначено НПО «Сплав».
Разработкой боевой машины занималось Государственное конструкторское бюро компрессорного машиностроения, под руководством А. И. Яскина. В 1988 году 9К59 «Прима» была принята на вооружение и начато серийное производство, однако в начале 1990-х из-за распада СССР, тяжёлого финансового положения России и прекращения закупок вооружения, производство 9К59 «Прима» было остановлено.

## Описание конструкции
РСЗО 9К59 была создана на замену системы предыдущего поколения 9К51 «Град», поэтому по своему предназначению во многом с ней схожа. Система предназначена для подавления живой силы противника, уничтожения небронированной боевой техники и укреплений полевого типа, а также для минирования близлежащей местности. Система способна поражать основным типом боеприпасов цели на расстоянии до 20,5 км. В состав системы 9К59 входят:
1. Боевая машина 9А51;
2. Транспортно-заряжающая машина 9Т232М;
3. КСАУО 1В126 «Капустник-Б»;
4. Автомобиль топографической съёмки 1Т12-2М;
5. Радиопеленгационный комплекс 1Б44;
6. Учебные средства;
7. Неуправляемые реактивные снаряды.

### Боевая машина 9А51
Боевая машина 9А51 представляет собой самоходную пусковую установку. Оборудование размещается на базе автомобиля Урал-4320. На грузовой платформе автомобиля установлен поворотный станок с пакетом из направляющих. Согласно имеющимся источникам, количество направляющих равно 50. В действительности количество деталей станка, которые визуально можно принять за направляющие, равно 51. В 51 направляющей находится макет снаряда для проверки электрических цепей направляющих.
Станок может наводиться в горизонтальной плоскости без перестановки шасси в диапазоне углов от −60° до +60°, а в вертикальной — до +55°. В задней части платформы находятся два амортизатора, для поглощения отдачи при ведении огня.
В номенклатуру боеприпасов входят новые реактивные снаряды типа 9М53, для их использования длина направляющий по сравнению с БМ-21 была увеличена на 200 мм и составляет 3200 мм. Кроме того имеется возможность использования старых боеприпасов, предназначенных для РСЗО БМ-21. Основным нововведением стало применение новых фугасных снарядов 9М53Ф с отделяемой головной частью. Отделение происходит по сигналу из кабины машины на траектории подлёта к цели под углом от 85° до 90°. Сигнал поступает от аппаратуры дистанционной установки 9П612 (или с переносного варианта 9П612-1) на дистанционно-контактный взрыватель 9Э260-1, благодаря чему увеличивается площадь сплошного поражения. Кроме того, за счёт переменного темпа улучшена кучность стрельбы. Стрельба может вестись как из кабины, так и с выносного пульта.

### Транспортно-заряжающая машина 9Т232М
Для перевозки и заряжания боеприпасов, используется транспортно-заряжающая машина 9Т232М. ТЗМ также выполнена на базе грузовика Урал-4320. Максимальное количество возимых боеприпасов составляет 100 шт. (исходя из массы 1 снаряда 70 кг и грузоподъемности шасси, зависящей от дорог). В отличие от систем БМ-21, процесс заряжания 9А51 автоматизирован. Полный цикл перезарядки составляет 10 минут.

### Номенклатура новых боерипасов
| Номенклатура боеприпасов |                  |                   |                   |              |              |                |                        |
| Индекс снаряда           | Тип снаряда      | Масса снаряда, кг | Длина снаряда, мм | Масса БЧ, кг | Масса ВВ, кг | Тип взрывателя | Дальность стрельбы, км |
| 9М53Ф                    | кассетный с ОБЭ  | 70                | 3037              | 26           |              | электронный    | 5…20,5                 |
| 9М53К                    | кассетный с КОБЭ | 70                | 3040              | 20           |              | электронный    | до 20,3                |
| 9М53С                    | зажигательный    | 70                | 3020              | 26           |              | контактный     | до 20                  |

## На вооружении

### Бывшие операторы
- СССР.

### Современные операторы
- Казахстан — некоторое количество 9А51, по состоянию на 2009 год[3].

## Оценка системы
РСЗО 9К59 создавалась в качестве замены систем 9К51. При сравнении с 9К51 система 9К59 позволяет сократить количество используемых машин в 5—19 раз. Время пребывания на огневой позиции меньше в 4—5 раз, а площадь поражения выше в 7—8 раз. Несмотря на все достоинства системы, из-за финансовых проблем начала 1990-х Россия отказалась от закупок этой системы. Вместо оснащения новыми РСЗО 9К59, предлагается модернизация старых систем «Град».

### Сноски
1. ↑  Кассетная головная часть содержит 36 боевых элементов с готовыми осколками количество 2450 шт.
2. ↑  Кассетная головная часть содержит до 30 боевых элементов.